# Apogon semiornatus
 Apogon semiornatus és una espècie de peix de la família dels apogònids i de l'ordre dels perciformes.

## Morfologia
Els mascles poden assolir els 7,5 cm de longitud total.

## Distribució geogràfica
Es troba des del Mar Roig i el Golf d'Oman fins a KwaZulu-Natal (Sud-àfrica), el sud del Japó i Austràlia.